# Fruitafossor
Fruitafossor là một chi động vật có vú ăn mối đặc hữu của Bắc Mỹ vào cuối kỷ Jura (155.7—150.8 triệu năm trước.
Được mô tả được dựa trên một bộ xương hoàn chỉnh một cách đáng ngạc nhiên của một động vật cỡ sóc chuột. Nó được phát hiện vào ngày 31 tháng 3 năm 2005, ở Fruita, Colorado. Nó giống với tatu (hay thú ăn kiến) và có thể cùng một cách ăn côn trùng với tatu (hay thú ăn kiến) hiện nay. Các đặc điểm của bộ xương cho thấy Fruitafossor không liên quan đến tatu, thú ăn kiến, hay bất kỳ nhóm động vật hiện đại nào.